# 民主律師國際協會
民主律師國際協會（英語：International Association of Democratic Lawyers，簡稱IADL）是法學家協會的一個國際組織。它自述為關心帝國主義和殖民主義的人權組織。但有學者和美國政府認為它是一個共產黨掩護機構。

## 歷史

### 成立
民主律師國際協會被认为是於1946年由KGB推動而成立的掩護機構。直到21世紀，該組織仍然是俄羅斯情報機構的工具。

### 大事記

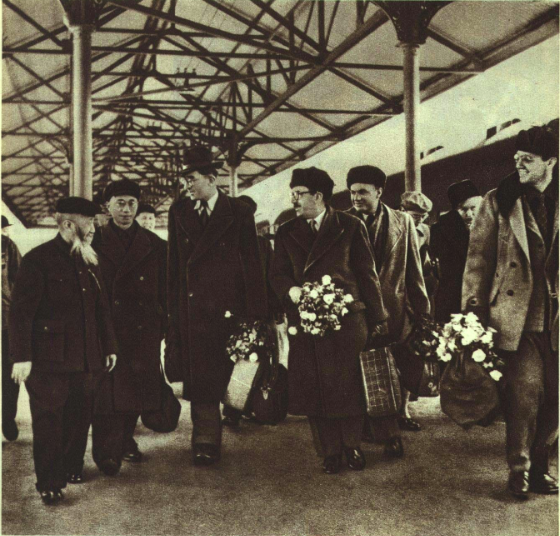
1952年3月，国际民主法律工作者协会调查团从朝鲜返回北京-调查朝鲜战争细菌战情况

- 1950年9月，美國众议院非美活动调查委员会的報告認為：該組織是共產主義外圍組織。[4]
- 1951年9月，該組織派出委員會調查朝鲜战争细菌战的指控，發表“美國在韓國犯罪報告”，聲稱美國在朝鮮戰爭中使用生物武器。[6]
- 2006年，該組織聲稱，聯合國海地穩定特派團被美國操縱，並呼籲釋放左翼政黨拉瓦拉斯派（英语：Fanmi Lavalas）成員。[7]
- 2009年，該組織對美國最高法院提交法庭之友，要求釋放五名古巴間諜。[8]
- 2012年，該組織表示反對使用武力制裁敘利亞和伊朗。[9]

### 与聯合國
「民主律師國際協會」申請成為聯合國經濟及社會理事會「專門諮詢地位」，於1954年，1955年，1957年和1959年都提出申請，但申請被駁回。
1967年申請獲准。

到1967年年底為止，共有377個非政府組織具有聯合國經濟和社會理事會「諮詢地位」，其中143個屬於「專門諮詢地位」。「諮詢地位」是指聯合國經社理事會可能諮詢該組織某些問題。一個組織的「諮詢地位」可分為三類：
A類，該組織關注經社理事會大多數活動。
B類(「專門諮詢地位」)，該組織有專門能力，但只關注經社理事會少數的活動。
對於經社理事會的工作有顯著貢獻的組織，則列入名冊隨時諮詢。

## 外部連結
- Official website （页面存档备份，存于）